# Emerson Smith
Emerson Smith (13 febbraio 1997) è uno sciatore freestyle statunitense, specialista nelle gobbe.

## Biografia
In Coppa del Mondo ha esordito il 10 dicembre 2016 a Ruka (27ª).
Nel 2018 ha preso parte ai XXIII Giochi olimpici invernali a Pyeongchang venendo eliminato nelle qualificazioni e concludendo in ventiquattresima posizione nella gara di gobbe.

## Palmarès

### Coppa del Mondo
- Miglior piazzamento in classifica generale: 39ª nel 2017.

### Mondiali juniores
- 1 medaglia:
  - 1 argento (gobbe in parallelo ad Are 2016).